# Claudia Tiersch
Claudia Tiersch (* 22. Juli 1967 in Steinach, Kreis Sonneberg, DDR) ist eine deutsche Althistorikerin.

## Leben
Claudia Tiersch legte 1986 in Apolda ihr Abitur ab und arbeitete danach zunächst bis 1987 am Zentralinstitut für Alte Geschichte und Archäologie der Akademie der Wissenschaften der DDR. 1987 begann sie mit dem Studium der Alten Geschichte an der Karl-Marx-Universität Leipzig, 1991 wechselte sie an die Ludwig-Maximilians-Universität München (LMU), wo sie bis 1993 neben Alter auch Mittelalterliche Geschichte und Philosophie studierte. Mit der Arbeit Asketinnen des 4.–6. Jahrhunderts im Osten des römischen Reiches schloss sie ihr Regelstudium als Magistra Artium ab. Es folgte von 1993 bis 1996 eine Tätigkeit als Wissenschaftliche Hilfskraft am Lehrstuhl für Alte Geschichte der Technischen Universität Dresden, 1997 wurde Tiersch Wissenschaftliche Mitarbeiterin am Teilprojekt A2 des Sonderforschungsbereichs 537 der Deutschen Forschungsgemeinschaft (DFG) „Institutionalität und Geschichtlichkeit“ in Dresden und verblieb bis 2002 in dieser Position. Im Oktober 1998 erfolgte die Promotion in Dresden mit einer Arbeit über Johannes Chrysostomos.
Zwischen 2003 und 2006 wurde Tiersch von der DFG für die Arbeit an ihrer Habilitation gefördert; von Januar bis Mai 2005 war sie Member am Institute for Advanced Study in Princeton. Die Habilitation erfolgte im Juli 2006 in Dresden mit der Schrift Demokratie und Elite. Rolle und Bedeutung der politischen Elite in der athenischen Demokratie 480–322 v. Chr. Die Arbeit blieb unpubliziert. Danach wurde sie Wissenschaftliche Assistentin von Martin Jehne am Lehrstuhl für Alte Geschichte der TU Dresden. Im Wintersemester 2007/2008 vertrat sie an der LMU den Lehrstuhl von Martin Zimmermann. 2009 wurde sie in München Lehrkraft für besondere Aufgaben, zum 1. März 2010 wurde sie im Rahmen des Professorinnenprogramms des Bundes und der Länder zur Förderung der Gleichstellung von Frauen und Männern in Wissenschaft und Forschung an deutschen Hochschulen als Professorin für Alte Geschichte an die Humboldt-Universität zu Berlin berufen. Seit dem 1. April 2015 hat sie dort den Lehrstuhl Alte Geschichte I als Nachfolgerin von Wilfried Nippel inne.
Tiersch forscht vorrangig zu den Beziehungen zwischen Kirche und Staat in der Spätantike, zur Bedeutung und zu den Lebensformen christlicher Asketinnen, zu politischen und rechtlichen Stabilisierungsmechanismen in der römischen Republik sowie zur athenischen Demokratie des 4. Jahrhunderts v. Chr.

## Schriften (Auswahl)
- Johannes Chrysostomus in Konstantinopel (398–404). Weltsicht und Wirken eines Bischofs in der Hauptstadt des Oströmischen Reiches. Mohr Siebeck, Tübingen 2002, ISBN 3-16-147369-8 (= Studien und Texte zu Antike und Christentum, Band 6) (Dissertation, TU Dresden 1998).
- Herausgeberin mit Stephan Müller und Gary Schaal: Dauer durch Wandel. Untersuchungen zur Verstetigung kultureller Prozesse. Böhlau Verlag, Köln/Weimar/Wien 2002, ISBN 3-412-08202-3.
- Demokratie und Elite. Rolle und Bedeutung der politischen Elite in der athenischen Demokratie 480–322 v. Chr. Dresden 2006 (unpublizierte Habilitationsschrift, TU Dresden 2006).
- Herausgeberin: Die athenische Demokratie im 4. Jh. v. Chr. zwischen Modernisierung und Tradition. Franz Steiner Verlag, Stuttgart 2016, ISBN 978-3-515-11071-6.
- Herausgeberin mit Marian Nebelin: Semantische Kämpfe zwischen Republik und Prinzipat? Kontinuität und Transformation der politischen Sprache in Rom, Vandenhoeck & Ruprecht, Göttingen 2021, ISBN 978-3-525-36760-5.